# دكتاتورية داماسو بيرنجير
كانت دكتاتورية داماسو بيرنجير (بالإسبانية: dictadura de Berenguer)‏ هي الفترة الأخيرة من حقبة عودة البوربون وعهد ألفونسو الثالث عشر في إسبانيا. وتعاقبت في تلك الفترة حكومتان: حكومة الجنرال داماسو بيرنجير التي شكلت في يناير 1930 لاستعادة «الوضع الطبيعي الدستوري» بعد دكتاتورية بريمو دي ريفيرا، والحكومة التي تلتها بعام حكومة الأميرال خوان باتيستا أثنار والتي فسحت المجال لإعلان الجمهورية الإسبانية الثانية.
استخدمت الصحافة مصطلح dictablanda (الديكتاتورية الناعمة) للإشارة إلى عدم وجود تعريف لحكومة بيرنجير التي لم تتواصل مع الديكتاتورية السابقة، ولاستعادت دستور عام 1876 بالكامل، بل دعت بأقل من ذلك وهو إجراء انتخابات برلمان تأسيسي كما طلبته المعارضة الجمهورية.

## خطأ بيرنجير

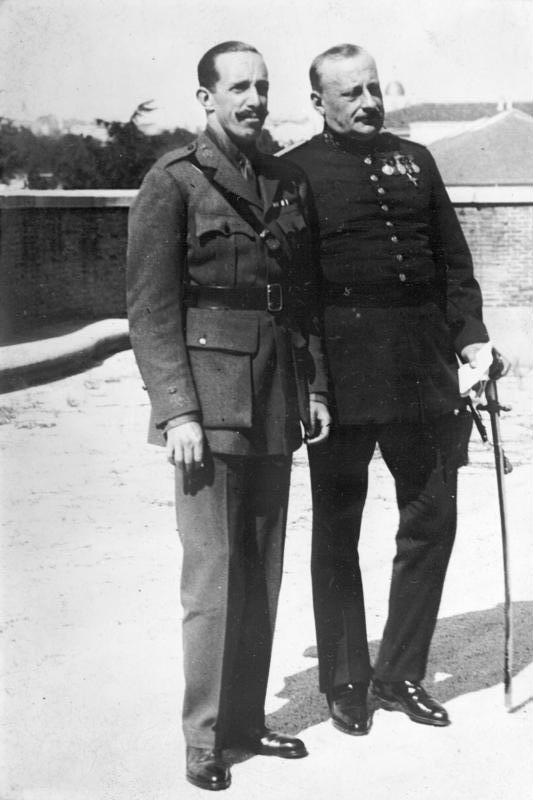
الملك ألفونسو الثالث عشر وبجانبه الجنرال بريمو دي ريفيرا

عين ألفونسو الثالث عشر الجنرال داماسو بيرنجير رئيسا للحكومة يوم 28 يناير 1930 بهدف العودة إلى الوضع الطبيعي الدستوري في ماقبل ديكتاتورية بريمو دي ريفيرا. لكن هذا لم يعد ممكنًا إذا كانت النية هي التركيز على عملية انتقال إلى نظام ليبرالي، وذلك عن طريق استعادة أوضاع ماقبل انقلاب 1923، أي دون احتساب العلاقة التي كانت قائمة بين التاج وديكتاتورية بريمو دي ريفيرا. وكان هذا هو الخطأ الذي ارتكبه الملك وحكومته: محاولة العودة إلى دستور 1876، بعدما تم إلغاء هذا القانون في الواقع لمدة ست سنوات، لأن ألفونسو الثالث عشر كان ملكًا بدون دستور منذ سنة 1923، ولم تضفي على سلطته خلال تلك الفترة أي الشرعية عليه، إلا عن طريق الانقلاب الذي قبله الملك. لذلك ارتبطت الملكية بالدكتاتورية وتظاهرت الآن بالبقاء على قيد الحياة عندما سقطت الديكتاتورية.
وندد الساسة الجمهوريون والملكيون المعارضون للملك عدا العديد من الفقهاء الدستوريون، بأن العودة إلى الوضع الطبيعي الدستوري هي مستحيلة. كتب القانوني ماريانو غوميز في 12 أكتوبر 1930: تعيش إسبانيا بدون دستور. وإن ديكتاتورية بريمو دي ريفيرا بانتهاكها لدستور 1876 قد فتحت عملية تأسيسية، لأن الأمة هي التي يمكن فعل ذلك مع العودة إلى الحياة الطبيعية التي تقودها حكومة وانتخابات تأسيسية برئاسة سلطة محايدة لم تشترك في النزاع الذي أوجدته الدكتاتورية، ونظام الحرية وضمانات المواطنين للدوائر الانتخابية الكاملة والمحاكم ذات السلطة العليا لإنشاء الشرعية المشتركة الجديدة.
واجه الجنرال بيرنجير عدة مشاكل في تشكيل الحكومة لأن الأحزاب الحاكمة مثل الحزب الليبرالي المتشظي وحزب المحافظين قد تفككت بعد ست سنوات من الديكتاتورية، لأنها لم تكن أبدًا أحزاب سياسية حقيقية بل كانت شبكات زبائن لها هدفها الوحيد هو الاستيلاء على السلطة من وقت لآخر، وذلك بفضل الاحتيال الانتخابي المؤسسي لنظام الزعامات المحلية. وعلى أساس فردي رفض معظم السياسيين من الأحزاب بدورهم التعاون معه. أما الاتحاد الوطني وهو الحزب الوحيد في الديكتاتورية الذي تحول سنة 1930 إلى الاتحاد الوطني الملكي قد بدا يخسر التنظيمات التابعة له، ولم يدعم حكومة بيرينجر بسبب معارضته للنظام الدستوري. وبالتالي لم يكن تحت الحكم الملكي أي منظمة سياسية قادرة على إجراء العملية الانتقالية.
بالإضافة إلى أن السياسة التي نفذتها حكومة بيرنجير لم تساعد في إنقاذ الملكية. فالبطء في موافقتهم على الإجراءات التحررية شكك في أن هدف الحكومة هو استعادة «الوضع الطبيعي الدستوري». لهذا السبب بدأت الصحافة في وصف القوة الجديدة بأنها «ديكتابلاندا» أي الديكتاتورية الناعمة. عرف بعض الساسة في الأحزاب الحاكمة أنفسهم بأنهم «ملكون بلا ملك» (مثل أنخيل أوسوريو وجالاردو) وذهب آخرون إلى المعسكر الجمهوري مثل ميغيل مورا نجل أنطونيو مورا ونيسيتو ألكالا زامورا الذين أسسوا حزب اليمين الجمهوري الليبرالي الجديد.

## فقدان الملكية للدعم السياسي والاجتماعي
دلت جميع العلامات التي أعلن عنها سنة 1930 على أنه من غير الممكن العودة إلى أوضاع ماقبل 1923 -أي ماقبل انقلاب بريمو دي ريفيرا- لأن الملكية أضحت معزولة، وأن القطاعات الاجتماعية التي كانت تدعمها مثل أصحاب العمل وأرباب العمل بدأت بالتخلي عنها لأنهم لم يثقوا في قدرتها على الخروج من تلك الفوضى. ولم يحصل الملكيون على دعم الطبقة الوسطى التي كانت تحت تأثير الكنيسة في السابق، ولكن استبدل ذلك التأثير بالأفكار الديمقراطية والاشتراكية. وأظهر المثقفون وطلاب الجامعة بوضوح رفضهم للملك.
كانت الكنيسة الكاثوليكية تعد إحدى دعامات الملكية القليلة، لكنها أصبحت في موقع دفاعي ضد التيار الجمهوري والديمقراطي التي تعيش فيه البلاد. أما الداعم الآخر فكان الجيش، ولكنه مر بالتو بتجربة عنيفة فظهرت فجوات ولاء في وسطه حيث كسرت إحدى قطعاته ولاء الإخلاص للملك. وربما لن يشارك الجيش في مؤامرة ضد النظام الملكي، لكنه لن يفعل أي شيء إذا لزم الأمر لإنقاذ العرش وحتى لا يندفع عدد قليل من الجنود لتقديم تعاونهم إلى المتآمرين المناهضين للملكية.

## صعود الجمهورية وميثاق سان سباستيان
لم تكن التغييرات الاجتماعية التي حدثت في الثلاثين عامًا الماضية مؤيدة بالمطلق لنظام عودة البوربون. فبعد الحرب العظمى بدأت العناصر المكونة للثقافة المدنية في الانتشار: الطلب بتمثيل أكبر والقضاء على الفساد الانتخابي والعملاء والعملية المتقدمة لعلمنة الحياة وبدت قيم الاحترام التقليدية في المناطق الحضرية مرتبط بسلطة الكنيسة والأرستقراطية بالضعف، وظهرت الأحزاب الجماهيرية الأولى (الكارلية والراديكالية والاشتراكية والرابطة والقومية) والنقابات الكبيرة (CNT وUGT) مع وجود عام للنخب الفكرية. من ناحية أخرى لا يمكن الحفاظ على النظام القديم إلا في مجتمع يغلب عليه الطابع الريفي، مع وجود الآلاف من المراكز السكانية المعزولة، ومع وجود سوق وطني محدود، وقبل كل شيء مع طبقة وسطى حضرية صغيرة سيئة التنظيم وطبقة عاملة. وهذا فسر نوعا ما الصعود المفاجئ للجمهورياتية في المدن إلى جانب التعريف مابين الديكتاتورية والملكية. وفي هذه العملية السياسية السريعة توصلت الطبقات الشعبية والحضرية الوسطى إلى أن الملكية تساوي الاستبداد وأن الديمقراطية تساوي الجمهورية. فانتشر في سنة 1930 العداء للملكية كإعصار لا يمكن وقفه من خلال التجمعات والمظاهرات في جميع أنحاء إسبانيا؛ بدأ الناس يخرجون بأنفسهم إلى الشوارع في أقل مناسبة فرحا بالجمهورية. كما انضم المثقفون الذين شكلوا التجمع في خدمة الجمهورية (برئاسة خوسيه أورتيجا إي جاسيت وغريغوريو مارانيون ورامون بيريث دى أيالا) إلى قضية الجمهورياتية.
وفي يوم 17 أغسطس 1930 عُقد اجتماع في سان سباستيان سمى ميثاق سان سباستيان وهو الذي روج له التحالف الجمهوري والذي اتفق الحضور فيه بوضع إستراتيجية لإنهاء عهد ألفونسو الثالث عشر وإعلان الجمهورية الإسبانية الثانية. حضر الاجتماع كما هو مسجل في المذكرة غير الرسمية التي أعلن عنها التحالف الجمهوري في اليوم التالي كلا من: أليخاندرو ليروكس من الحزب الجمهوري الراديكالي ومانويل أثانيا من حزب العمل الجمهوري، ومارسيلينو دومينغو وألفارو دي ألبورنوز وآنخل غالارزا عن الحزب الجمهوري الاشتراكي الراديكالي، ونيكيتو الكالا زامورا وميغيل مورا عن اليمين الجمهوري الليبرالي؛ ومانويل كاراسكو فورميغيرا عن حزب العمل الكتالاني؛ وماتياس مولول بوش عن حزب العمل الجمهوري الكاتالوني؛ وخوام إغوادير عن حزب دولة كتالونيا؛ وسانتياغو كاساريس كيروغا عن المنظمة الجمهورية الجاليكية المستقلة. وحضر أيضا بصفته الشخصية إنداليسيو برييتو وفيليب سانشيز رومان وفرناندو ديلوس ريوس. لم يكن غريغوريو مارانيون قادرًا على الحضور لكنه أرسل رسالة حماسية تربطه بالمؤتمر.
انضمت في أكتوبر 1930 المنظمتان الاشتراكيتان حزب العمال الاشتراكي الإسباني (PSOE) واتحاد العمال العام (UGT) إلى الميثاق بهدف تنظيم إضراب عام مصحوبًا بتمرد عسكري لإلغاء الملكية ووضعها في «أرشيف التاريخ»، كما جاء في البيان الذي أعلن عنه في منتصف ديسمبر 1930. ولتوجيه العمل شكلت لجنة ثورية مؤلفة من نيكيتو ألكالا زامورا وميغيل مورا وأليخاندرو ليروكس ودييغو مارتينيز باريو ومانويل أزينيا ومارسيلينو دومينغو وألفارو دي ألبورنوز وسانتياغو كاساريس كيروغا ولويس نيكولاو دولور عن الجمهوريين، وإندالسيو برييتو وفرناندو دي لوس ريوس وفرانثيسكو لارجو كابييرو عن الاشتراكيين. ومن جانبه واصل الاتحاد الوطني للعمل (CNT) عملية إعادة تنظيم نفسه (على الرغم من أنه عندما تم رفع الحظر عنه سمح له بإعادة تنظيم نفسه على مستوى المقاطعة)، ووفقًا لإيديولوجيته التحررية وغير السياسية، فإنه لم يشارك على الإطلاق في الائتلاف الجمهوري الاشتراكي، لذلك فقد استمر في العمل واقعيا بأنه حزب يسار ثوري مناهض للنظام.

## فشل الهجوم الأول على الملكية
شكل ميثاق سان سباستيان لجنته الثورية برئاسة ألكالا زامورا، فعقدت اجتماعاتها في أتينيو دي مدريد. وجهزوا الانتفاضة العسكرية التي ستحمي الإضراب العام في الشارع. لقد تم إضفاء الشرعية على هذا العمل العنيف والأسلحة للوصول إلى السلطة وتغيير النظام السياسي من خلال الانقلاب الذي جلبته الديكتاتورية. في منتصف ديسمبر 1930 أصدرت اللجنة بيانًا طالبت فيه بإنشاء الجمهورية.
إلا أن الإضراب العام لم يعلن عن نفسه وفشل التمرد العسكري لأن ضباط حامية خاكا فرمين غالان وأنخيل غارسيا هرنانديز قاموا بثورتهم يوم 12 ديسمبر، أي قبل ثلاثة أيام من الموعد المحدد. وعرفت تلك الواقعة باسم انتفاضة خاكا وتعرض ضباط التمرد إلى مجلس حرب سريع وأعدموا بالرصاص. هذه الحقيقة حشدت الرأي العام بشكل غير اعتيادي في ذكرى شهداء الجمهورية في المستقبل.

## حكومة الأدميرال أثنار وسقوط الملكية
على الرغم من فشل انتفاضة خاكا التي اندلعت لصالح الجمهورية - قُبض على أعضائها أو فروا خارج البلاد أو اختبأوا - شعر الجنرال بيرنجير بأنه ملزم بإعادة تفعيل المادة 13 من دستور 1876 (التي اعترفت بالحقوق المدنية للتعبير والتجمع وتكوين الجمعيات) وأخيراً أمر بإجراء الانتخابات العامة في 1 مارس 1931 بهدف أن يصبح برلمانًا ومرتبط بالكورتيز الأخير قبل ظهور ديكتاتورية بريمو دي ريفيرا ويعمل الكوزوبران بكامل طاقته [الملك والكورتيز] التي هي محور دستور الملكية الإسبانية. ومن خلال كورتيس تأسيسي يمكن أن يضطلع بإصلاح الدستور، ولكن لم تجد الدعوة أي دعم، ولا حتى بين الملكيين من أحزاب التداول السلمي.
أجبر فشل بيرنجير الملك ألفونسو الثالث عشر للبحث عن بديل. وفي 11 فبراير استدعى الملك الزعيم الكاتالوني فرانسيسك كامبو الذي التقى به من قبل في لندن من العام السابق. هكذا ذكر كامبو ماجرى من حديث مع الملك في ذلك اليوم:
وفي يوم 13 فبراير 1931 أنهى الملك ألفونسو الثالث عشر ديكتابلاندا الجنرال بيرنجير وعين الأدميرال خوان باتيستا أثنار رئيسًا جديدًا للحكومة، وبعد محاولة فاشلة لقبول موقف الليبرالي سانتياغو الألباني والمحافظ الدستوري رفاييل سانتشيث غيرا - الذين التقوا بأعضاء «اللجنة الثورية» الذين كانوا في السجن لمطالبتهم بالمشاركة بالحكومة، ولكنهم رفضوا حيث قالوا لميغيل مورا:«ليس لدينا أي شيء نقوله أو نفعله مع النظام الملكي». شكل أثنار حكومة ذات تركيز ملكي أدخل فيها القادة القدامى للأحزاب الليبرالية والمحافظة - لم يقبل الملك إلا حضور الموالين لشخصه- مثل كونت رومانونس ومانويل غارسيا برييتو وغابرييل مورا ابن أنطونيو مورا وجابينو بوجال. بالإضافة إلى عضو الرابطة الإقليمية خوان فينتوسا لينضم إلى الحكومة. بالنسبة لسانتياغو ألبا:«دعونا لا ننخدع مرة أخرى من وريث فيرناندو السابع». لقد أعطى الملك ثقته بتلك الحكومة لإنقاذ الموقف، حيث كان كامبو قادرًا على التأكيد في المقابلة التالية التي أجراها معه في 24 فبراير: «لقد وجدت أنه يعيش في أفضل وضع بالعالم، دون أن يلاحظ ضعف حكومته وهو أساس دعمها».
اقترحت حكومة أثنار الجديدة طريقًا تدريجيًا لإقرار عودة الوضع الطبيعي الدستوري في إسبانيا: ستُجرى أول انتخابات بلدية في 12 أبريل، ثم تجرى الانتخابات المحلية في 3 مايو، وستكون الانتخابات العامة في يونيو لإنشاء برلمان تأسيسي لصياغة دستور جديد يحل محل دستور 1876 ويتم استعراض صلاحيات سلطات الدولة وتحديد حدود كل منطقة بدقة (أي تقليل صلاحيات التاج) وحل مناسب لمشكلة كاتالونيا.
وفي يوم 20 مارس خلال الانتخابات البلدية، عقد مجلس الحرب جلسته ضد اللجنة الثورية التي قادت الحركة المدنية العسكرية التي فشلت بعد انتفاضة خاكا. ولكن أضحت المحاكمة دليلًا رئيسيًا على تثبيت الجمهوريين واستعادة المتهمون حريتهم.

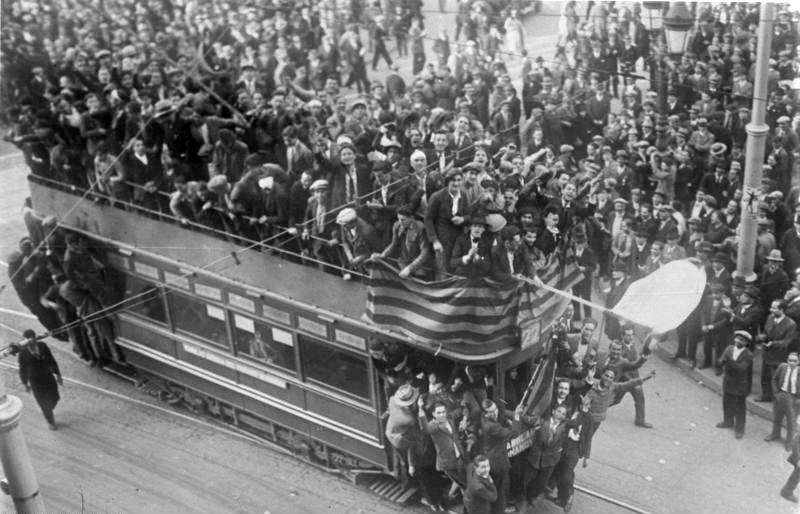
اعلان الجمهورية الثانية.

لقد فهم الجميع أن الانتخابات البلدية التي جرت في 12 أبريل 1931 هي استفتاء على النظام الملكي، لذلك عندما فاز مرشحي الجمهورية-الاشتراكية في 41 عاصمة إقليمية من أصل 50 (كانت تلك المرة الأولى في تاريخ إسبانيا التي تهزم فيها الحكومة في الانتخابات، رغم أن الملكيين فازوا في المناطق الريفية لأن الزعماء المحليون (بالإسبانية: caciquismo)‏ لايزالون يعملون)، نشرت اللجنة الثورية بيانًا تؤكد أن نتائج الانتخابات كانت «غير مواتية للملكية ومواتية للجمهورية» وأعلنت عن عزمها على التصرف بحيوية وحماس من أجل تفعيل تطلعات [إسبانيا والأغلبية واللهفة والشباب]. وفي يوم الثلاثاء الموافق 14 أبريل تم إعلان الجمهورية من شرفات المجالس البلدية التي احتلها المستشارون الجدد وأُجبر الملك ألفونسو الثالث عشر على مغادرة البلاد. في نفس اليوم أصبحت اللجنة الثورية أول حكومة مؤقتة للجمهورية الإسبانية الثانية.

## قائمة المراجع
- Avilés Farré، Juan (2006). La Izquierda burguesa y la tragedia de la II República. مدريد: منطقة مدريد. ص. 67-96. ISBN:9788445128817. مؤرشف من الأصل في 2013-11-03. اطلع عليه بتاريخ 2014-09-28. {{استشهاد بكتاب}}: الوسيط غير المعروف |enlaceautor= تم تجاهله يقترح استخدام |author-link= (مساعدة)، الوسيط غير المعروف |urlarchivo= تم تجاهله يقترح استخدام |archive-url= (مساعدة)، وروابط خارجية في |urlarchivo= (مساعدة)صيانة الاستشهاد: أسماء متعددة: قائمة المؤلفين (link)
- Casanova، Julián (2007). República y Guerra Civil. Vol. 8 de la Historia de España, dirigida por Josep Fontana y Ramón Villares. Barcelona: Crítica/Marcial Pons. ISBN:978-84-8432-878-0. {{استشهاد بكتاب}}: الوسيط غير المعروف |enlaceautor= تم تجاهله يقترح استخدام |author-link= (مساعدة)
- De Riquer، Borja (2013). Alfonso XIII y Cambó. La monarquía y el catalanismo político. Barcelona: RBA. ISBN:978-84-9006-594-5. {{استشهاد بكتاب}}: الوسيط غير المعروف |enlaceautor= تم تجاهله يقترح استخدام |author-link= (مساعدة)
- García Queipo de Llano، Genoveva (1997). El reinado de Alfonso XIII. La modernización fallida. Madrid: Historia 16. ISBN:84-7679-318-9.
- Juliá، Santos (1999). Un siglo de España. Política y sociedad. Madrid: Marcial Pons. ISBN:84-9537903-1. {{استشهاد بكتاب}}: الوسيط غير المعروف |enlaceautor= تم تجاهله يقترح استخدام |author-link= (مساعدة)

| سبقه ديكتاتورية بريمو دي ريفيرا | حقب التاريخ الإسباني عهد ألفونسو الثالث عشر في إسبانيا جزء من عودة البوربون 1931-1930 | تبعه الجمهورية الإسبانية الثانية |